# Rutger Nygren
Eric Rutger Nygren, född 14 november 1910 i Åtvids socken, död 23 december 1996 på Lidingö, var en svensk operettsångare och skådespelare.

## Biografi
Nygren var engagerad vid olika teatrar och sällskap 1930–1939 och han operettdebuterade 1937 i Örebro vid en Riksteaterturné som Grenicheux i Cornevilles klockor. Han hade fast engagemang vid Stora Teatern, Göteborg 1939–1944 men med ett avbrott för att spela i Blåjackor på oscarsteatern 1942. År 1944 hade han en huvudroll i Zigenarbaronen i Malmö stadsteaters första operettuppsättning.
Genom åren kom han att spela olika roller i 1116 föreställningar av Vita hästen och i 1126 föreställningar av Tiggarstudenten och 1957–1974 spelade han varje vår operett i Odense.
Han var turnéledare och producent hos Riksteatern 1957–1974. Nygren är gravsatt i minneslunden på Lidingö kyrkogård.
Han var gift första gången från 1936 med Ingrid Arnoldson och andra gången från 1945 med Gunnel Högberg.

## Filmografi
- 1985 - Inget för en karl
- 1975 – Släpp fångarne loss – det är vår!
- 1971 – Lockfågeln
- 1956 - Kalle Stropp, Grodan Boll och deras vänner
- 1942 - Tre skojiga skojare
- 1939 - En enda natt
- 1938 - Fram för framgång
- 1937 - Adolf Armstarke
- 1936 – Skeppsbrutne Max
- 1931 – Skepp ohoj!
- 1930 – Fridas visor

## Teater

### Roller (ej komplett)
| År   | Roll                     | Produktion                                                                           | Regi             | Teater            |
| ---- | ------------------------ | ------------------------------------------------------------------------------------ | ---------------- | ----------------- |
| 1942 |                          | Blåjackor Lajos Lajtai, André Barde och Lauri Wylie                                  | Leif Amble-Naess | Oscarsteatern     |
| 1944 |                          | Tre små flickor Walter Kollo                                                         | Oscar Winge      | Malmö stadsteater |
| 1945 | René, greve av Luxemburg | Greven av Luxemburg Franz Lehár, Leo Stein, Alfred Maria Willner och Robert Bodanzky | Oscar Winge      | Malmö stadsteater |
| 1945 | Reginald Fairfax         | Geishan Sidney Jones, Owen Hall och Harry Greenbank                                  | Oscar Winge      | Malmö stadsteater |
| 1945 |                          | Giuditta Franz Lehár, Paul Knepler och Fritz Löhne-Beda                              | Oscar Winge      | Malmö stadsteater |
| 1946 |                          | Lyckan kommer Alf Henrikson                                                          | Sam Besekow      | Malmö stadsteater |
| 1946 |                          | Tolvskillingsoperan Bertolt Brecht och Kurt Weill                                    | Sandro Malmquist | Malmö stadsteater |
| 1974 | Timm                     | Frihet i Bremen (Bremer Freiheit) Rainer Werner Fassbinder                           | Tom Lagerborg    | Örebroensemblen   |
| 1976 | Franz Josef              | Vita hästen Hans Müller och Ralph Benatzky                                           | Jackie Söderman  | Oscarsteatern     |